# Darren Collison
Darren Michael Collison (Rancho Cucamonga, California, 23 de agosto de 1987) es un jugador de baloncesto estadounidense que pertenece a la plantilla de South Bay Lakers en la NBA G League. Con 1,83 metros de altura, juega en la posición de base.

## Trayectoria deportiva

### Universidad
A pesar de sus deseos de jugar en la Universidad de Arizona, esta no le reclutó, teniendo que elegir entre la Universidad Estatal de San Diego y  los Bruins de la Universidad de California en Los Ángeles (UCLA), donde finalmente jugó durante cuatro temporadas en las que promedió 11,5 puntos, 2,3 rebotes y 4,1 asistencias por partido.
Tras una primera temporada en la que le costó tener minutos de juego, se destapó en la segunda, terminando con 12,5 puntos y 5,7 asistencias por partido, liderando la conferencia en robos de balón y en porcentaje de tiros de 3, lo que le valieron para ser incluido en el mejor quinteto de la Pacific Ten Conference. En su temporada júnior fue incluido en el tercer equipo All-American, además de hacerlo también en el segundo equipo de la Pac-10 y en el mejor quinteto defensivo de la conferencia, y ser nombrado jugador más destacado del torneo, al promediar 14,5 puntos y 3,8 asistencias y batir el récord de porcentaje de triples de la historia de UCLA en una temporada, con un 52,5%. Consiguió su récord anotador en un partido ante Oregon St., logrando 33 puntos, con una serie perfecta de 13 de 13 tiros libres.
En su última temporada promedio 14,4 puntos, 4,7 asistencias y 1,6 recuperaciones, liderando su conferencia y acabando en el cuarto puesto de todo el país en porcentaje de tiros libres, con un 89,7% de efectividad, llegando a ser finalista del Bob Cousy Award.

### Estadísticas
| Temporada | Equipo      | P   | PTS  | REB | AST | ROB | TAP | %TC  | %3P  | %TL  | MIN  | PER |
| --------- | ----------- | --- | ---- | --- | --- | --- | --- | ---- | ---- | ---- | ---- | --- |
| 2005-06   | UCLA Bruins | 39  | 5.5  | 1.8 | 2.3 | 0.9 | 0.1 | .402 | .328 | .784 | 19.2 | 2.0 |
| 2006-07   | UCLA Bruins | 35  | 12.5 | 2.3 | 5.7 | 2.2 | 0.1 | .478 | .447 | .810 | 33.0 | 2.9 |
| 2007-08   | UCLA Bruins | 33  | 14.5 | 2.6 | 3.8 | 1.8 | 0.1 | .481 | .525 | .872 | 34.7 | 2.2 |
| 2008-09   | UCLA Bruins | 35  | 14.4 | 2.4 | 4.7 | 1.6 | 0.1 | .509 | .394 | .897 | 31.7 | 2.5 |
| Total     | Total       | 142 | 11.5 | 2.3 | 4.1 | 2.3 | 0.1 | .475 | .435 | .851 | 29.2 | 2.4 |

### Profesional

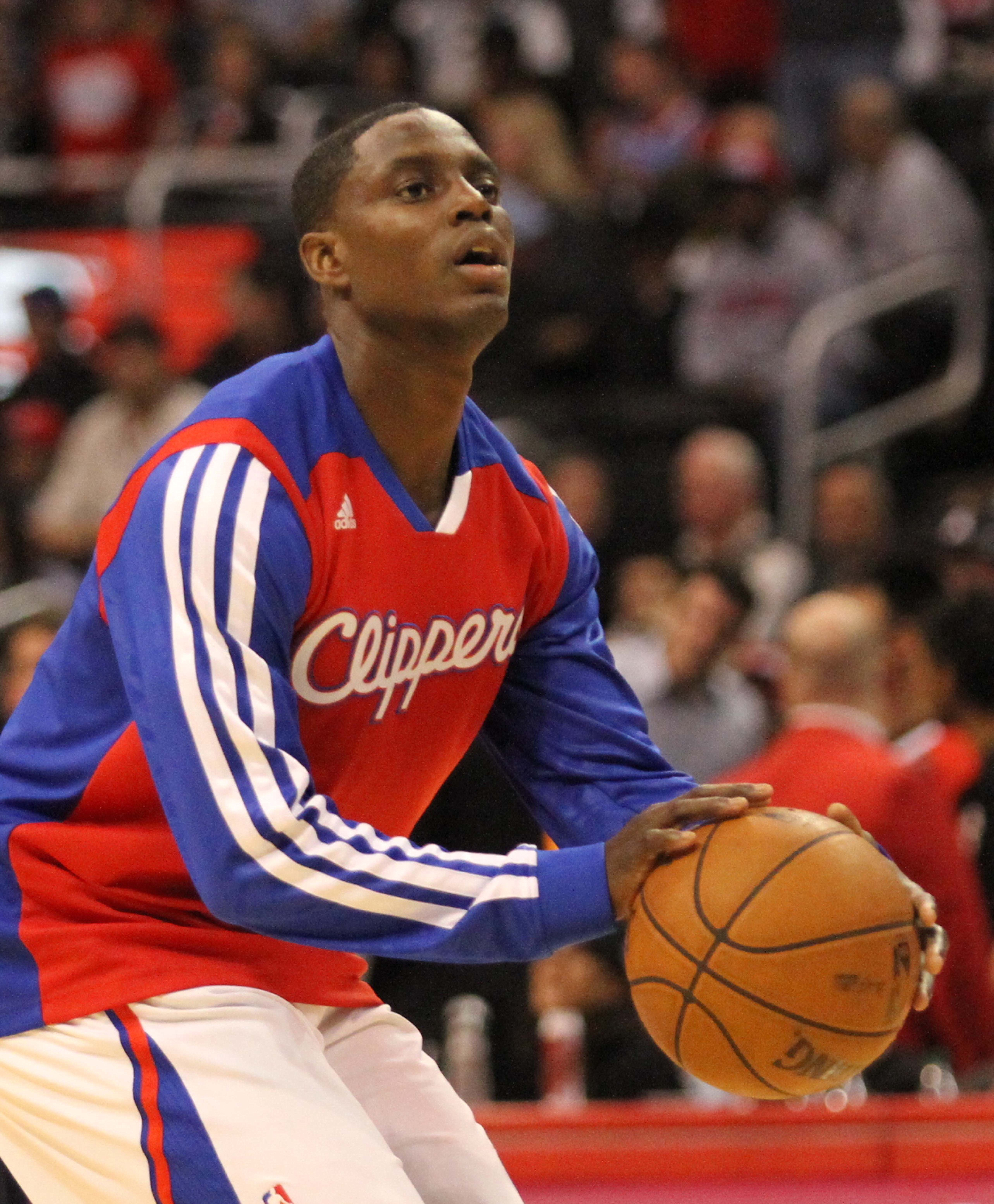
Collison con los Clippers en 2013.

Fue elegido en la vigésimo primera posición del Draft de la NBA de 2009 por New Orleans Hornets, con los que firmó contrato el 8 de julio. Tras la lesión del base titular de los Hornets, Chris Paul; Collison jugó la recta final de la campaña como base inicial. Realizó muy buenos partidos, uno de ellos el 28 de febrero de 2010 ante Dallas Mavericks registró su récord personal de anotación con 35 puntos. Finalizó la temporada promediando 12,4 puntos, 2,5 rebotes y 5,7 asistencias por partido.
El 12 de agosto de 2010 sus derechos fueron traspasados junto a los de James Posey a Indiana Pacers en un traspaso múltiple que implicó a otras cuatro franquicias NBA. En Indiana se convirtió en la base titular del equipo. 
El 12 de julio de 2012, Collison fue traspasado a Dallas Mavericks junto con Dahntay Jones a cambio de Ian Mahinmi.
En julio de 2013, fichó como agente libre para Los Angeles Clippers. Al año siguiente firmó tres temporadas con Sacramento Kings, que le aseguraron el puesto de base titular. 
Tras acabar su contrato, en verano de 2017, se comprometió dos temporadas con Indiana Pacers. En ambos años su equipo acabó quinto en la Conferencia Este, cayendo en primera ronda de playoffs. 
El 28 de junio de 2019 anunció su retirada para centrarse en su vida personal como testigo de Jehová.
El 24 de diciembre de 2021, Collison salió de su retiro, firmando un contrato de 10 días con Los Angeles Lakers, con los que jugó 3 encuentros. El 24 de marzo de 2022, firma con los South Bay Lakers.

## Estadísticas de su carrera en la NBA
|  | Líder de la liga |

### Temporada regular
| Año     | Equipo        | PJ  | PT  | MPP  | %TC  | %3P  | %TL  | RPP | APP | ROB | TPP | PPP  |
| ------- | ------------- | --- | --- | ---- | ---- | ---- | ---- | --- | --- | --- | --- | ---- |
| 2009-10 | New Orleans   | 76  | 37  | 27.8 | .477 | .400 | .851 | 2.5 | 5.7 | 1.0 | .1  | 12.4 |
| 2010-11 | Indiana       | 79  | 79  | 29.9 | .457 | .331 | .871 | 2.8 | 5.1 | 1.1 | .2  | 13.2 |
| 2011-12 | Indiana       | 60  | 56  | 31.3 | .440 | .362 | .830 | 3.1 | 4.8 | .8  | .2  | 10.3 |
| 2012-13 | Dallas        | 81  | 47  | 29.3 | .471 | .353 | .880 | 2.7 | 5.1 | 1.2 | .1  | 12.0 |
| 2013-14 | L.A. Clippers | 80  | 35  | 25.9 | .467 | .376 | .857 | 2.4 | 3.7 | 1.2 | .2  | 11.4 |
| 2014-15 | Sacramento    | 45  | 45  | 34.8 | .473 | .373 | .788 | 3.2 | 5.6 | 1.5 | .3  | 16.1 |
| 2015-16 | Sacramento    | 74  | 15  | 30.0 | .486 | .401 | .858 | 2.3 | 4.3 | 1.0 | .1  | 14.0 |
| 2016-17 | Sacramento    | 68  | 64  | 30.3 | .476 | .417 | .860 | 2.2 | 4.6 | 1.0 | .1  | 13.2 |
| 2017-18 | Indiana       | 69  | 64  | 29.2 | .495 | .468 | .882 | 2.6 | 5.3 | 1.3 | .2  | 12.4 |
| 2018-19 | Indiana       | 76  | 76  | 28.2 | .467 | .407 | .832 | 3.1 | 6.0 | 1.4 | .1  | 11.2 |
| 2021-22 | L.A. Lakers   | 3   | 0   | 12.3 | .286 | .000 | –    | 1.3 | .7  | .3  | .0  | 1.3  |
| Total   | Total         | 711 | 518 | 29.3 | .471 | .394 | .853 | 2.7 | 5.0 | 1.2 | .1  | 12.5 |

### Playoffs
| Año   | Equipo        | PJ | PT | MPP  | %TC  | %3P  | %TL   | RPP | APP | ROB | TPP | PPP  |
| ----- | ------------- | -- | -- | ---- | ---- | ---- | ----- | --- | --- | --- | --- | ---- |
| 2011  | Indiana       | 5  | 5  | 29.2 | .391 | .667 | .636  | 2.6 | 4.0 | 1.0 | .4  | 9.4  |
| 2012  | Indiana       | 11 | 0  | 18.6 | .514 | .364 | .870  | 1.3 | 3.0 | 1.3 | .0  | 8.7  |
| 2014  | L.A. Clippers | 13 | 0  | 19.2 | .389 | .083 | .867  | 2.1 | 2.4 | .5  | .1  | 8.5  |
| 2018  | Indiana       | 7  | 7  | 30.6 | .456 | .348 | .750  | 3.0 | 4.7 | 1.0 | .0  | 11.3 |
| 2019  | Indiana       | 4  | 4  | 29.3 | .422 | .364 | 1.000 | 3.0 | 4.0 | 0.5 | .0  | 12.0 |
| Total | Total         | 36 | 12 | 22.6 | .438 | .327 | .824  | 2.1 | 3.3 | .9  | .1  | 9.2  |

## Vida privada
Darren Collison es hijo de June Griffith y Dennis Collison, una pareja de velocistas que representaron internacionalmente a Guyana (de hecho su padre compitió en los Juegos Olímpicos de Montreal 1976 mientras que su madre compitió en los Juegos Olímpicos de Los Ángeles 1984). 
Es testigo de Jehová.

## Logros y reconocimientos
- Mejor quinteto de rookies de la NBA (2010).
- Mejor quinteto de la Pac-10 (2007).
- Frances Pomeroy Naismith Award (2008).
- 3.er Equipo All-American (2008).
- 1 vez líder de la liga en porcentaje de triples en una temporada (2017/18).